# Pirates of the Sea
Pirates of the Sea er en lettisk musikgruppe, som repræsenterede Letland ved Eurovision Song Contest 2008, med sangen "Wolves of the Sea". Sangen gik videre til finalen, hvor den fik en 12 plads med 83 point. Til modsætning fik den danske deltager, Simon Mathew og sangen "All Night Long", en samlet 15 plads med 60 point i finalen. 